# 第21独立治安防護旅団 (ウクライナ国家親衛隊)
第21独立治安防護旅団（だい21どくりつちあんぼうごりょだん、ウクライナ語: 21-ша окрема бригада охорони громадського порядку）は、ウクライナ国家親衛隊の旅団。中部作戦地域司令部隷下。

## 概要

### ソ連国内軍
1966年9月30日、ソ連国内軍第25独立特殊自動車化民警大隊としてウクライナ・ソビエト社会主義共和国ドニプロペトロウシク州で創設された。
1982年10月、第93独立護送旅団隷下に配属された。

### ウクライナ国家親衛隊/ウクライナ国内軍
1992年1月、ソビエト連邦の崩壊とウクライナの独立で創設されたウクライナ国家親衛隊に編入し、第2師団隷下の第6連隊に改編された。
1995年1月、ウクライナ国内軍に編入し、部隊増強に伴い、第21独立特殊自動車化警察旅団に改編された。

### ドンバス戦争
2014年3月13日、ウクライナ国内軍の廃止で創設されたウクライナ国家親衛隊に編入し、第21独立治安防護旅団に改称された。
2014年7月からドンバス戦争で東部ドネツィク州、ルハーンシク州に配備され、オレクサンドル・ラディエウシキー旅団長、小銃大隊のパウロー・スニツァル大隊長が戦死した。
2018年8月23日、ペトロ・ポロシェンコ大統領より、名誉称号「ペトロー・カルニシェウシキー」を授与された。

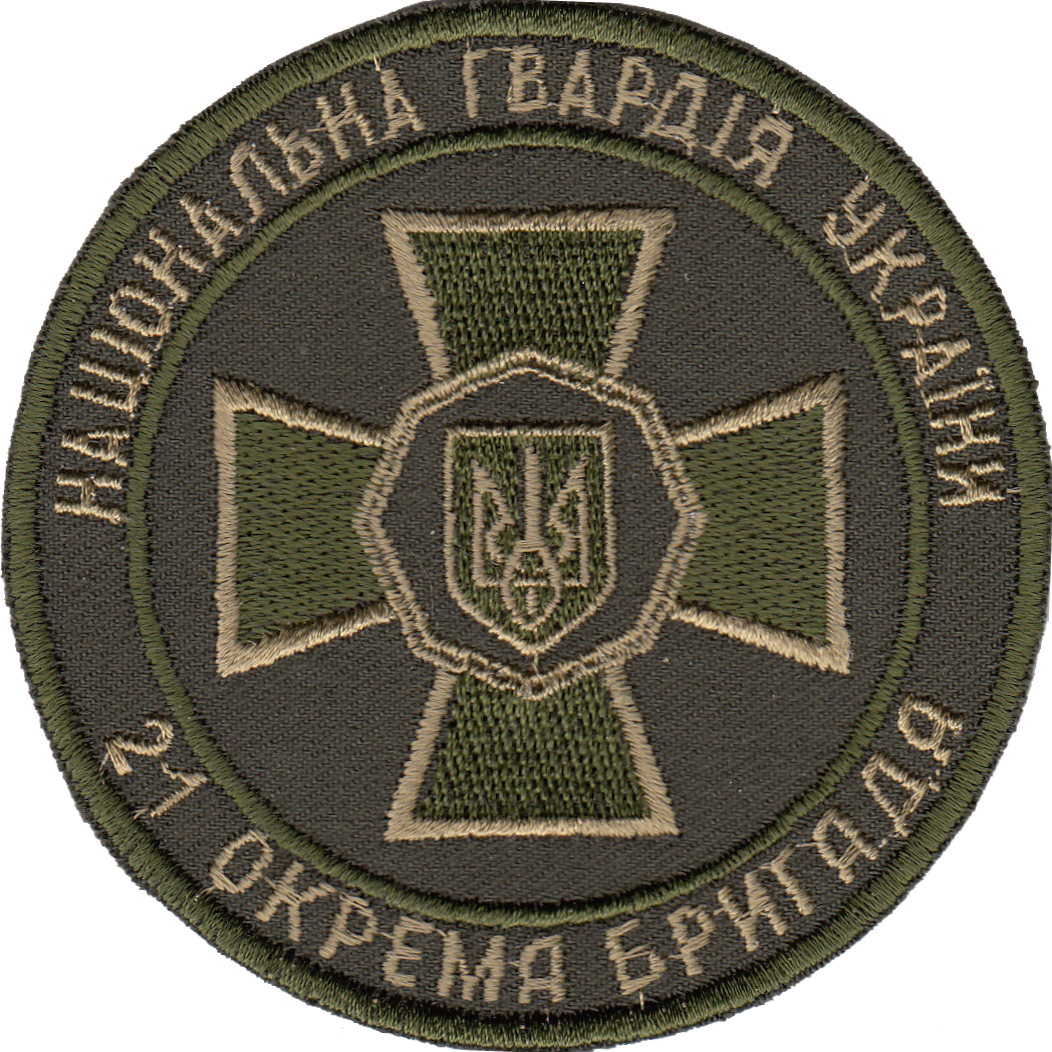
旧第21独立治安防護旅団章
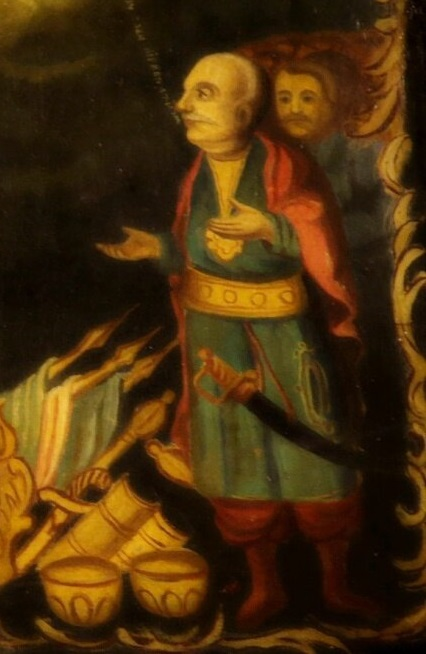
ペトロー・カルニシェウシキー

### ロシアのウクライナ侵攻

#### 東部・マリウポリ戦線
2022年2月から特務大隊がドンバス戦争で東部ドネツィク州マリウポリに配備されたが、5月にマリウポリは陥落した。

#### 南部・ヘルソン戦線
2022年2月24日、ロシアのウクライナ侵攻でロシア軍の中部ドニプロペトロウシク州クルィヴィーイ・リーフ進軍を阻止するため南部ヘルソン州に配備され、クルィヴィーイ・リーフには1個大隊が配備された。ヴィクトル・ヤヌコーヴィチ政権時代の副首相で親ロシア派とみなされていたオレクサンドル・ビルクルが軍政長となり不安視されていたが、侵攻2日目にはロシア側からの協力要請と「君に新しいウクライナでの大きなポストを用意している」と云う取引を拒絶したことで市民が一体となり要塞化も進み、ウクライナ軍不在でロシア軍がクルィヴィーイ・リーフまで一時数百メートルと迫ったがウクライナ領土防衛隊の1個大隊と合同で撃退した。
2023年9月29日、ウォロディミル・ゼレンスキー大統領より、勇気と勇敢さに対する栄誉賞を授与された。

#### 東部・南ドネツク戦線
2023年9月、東部ドネツィク州ヴォルノヴァーハ地区に再配置され、ヴェリカ・ノヴォシルカ方面に展開した。

#### 北東部・ハルキウ戦線
2024年7月、ロシアと国境を接する北東部ハルキウ州ハルキウ地区に再配置され、友軍の救援でリプツィ方面に展開した。

## 編制
- 旅団司令部（クルィヴィーイ・リーフ）
- 第1パトロール大隊
- 第2パトロール大隊
- 第3小銃大隊（クロピヴニツキー）
- 特務大隊
- 火力支援大隊
- 迫撃砲中隊
- 衛生隊